# Abidemi Omole
Abidemi Omole (né le 29 juillet 1985) est un athlète américain spécialiste du sprint. 

## Carrière
Lors des Championnats du monde junior d'athlétisme 2004 à Grosseto, Abidemi Omole remporte la médaille d'argent sur 100 mètres (10 s 31), derrière son compatriote Ivory Williams. Sur 4 x 100 mètres, il est le 2e relayeur de l'équipe américaine, composée également de Trell Kimmons, Ivory Williams et LaShawn Merritt, qui devient championne du monde junior, avec au passage un record du monde junior sur la distance.

### Palmarès
| Année | Compétition                  | Lieu         | Résultat | Épreuve   | Performance |
| ----- | ---------------------------- | ------------ | -------- | --------- | ----------- |
| 2004  | Championnats du monde junior | Grosseto     | 2e       | 100 m     | 10 s 31     |
| 2004  | Championnats du monde junior | Grosseto     | 1er      | 4 x 100 m | 38 s 66     |
| 2007  | Championnats NACAC           | San Salvador | 1er      | 4 x 100 m | 38 s 99     |

### Records
| Épreuve    | Performance | Lieu              | Date                     |
| ---------- | ----------- | ----------------- | ------------------------ |
| 100 mètres | 10 s 10     | Indianapolis      | 21 juin 2007             |
| 200 mètres | 20 s 77     | Madison Knoxville | 7 mai 2005 15 avril 2006 |

| Épreuve   | Performance | Lieu       | Date            |
| --------- | ----------- | ---------- | --------------- |
| 50 mètres | 5 s 70      | Liévin     | 10 février 2009 |
| 60 mètres | 6 s 55      | South Bend | 3 février 2007  |